# نظام الملك
قَوَّامُ الدِّينِ أَبُو عَلِيّ الحَسَن بْنُ عَلِيّ بْنِ إِسْحَاقِ بْنِ العَبَّاسِ الطُوسِي الملقب بـ خواجة بزك أي نظام المُلك، من مواليد طوس، في خُراسان أحد أشهر وزراء السلاجقة، كان وزيرًا للسلطان ألب أرسلان ثم وزيرا لابنه جلال الدولة ملكشاه، ولم يكن وزيرًا لامعًا وسياسيًّا ماهرًا فحسب؛ بل كان داعيًا للعلم والأدب محبًّا لهما؛ أنشأ المدارس المعروفة باسمه «المدارس النظَّاميَّة» وعممها من أجل الجمع بين العلماء وإدارة الدولة، وأجرى لها الرواتب، وجذب إليها كبار الفقهاء والمحدِّثين، وفي مقدِّمتهم حُجَّة الإسلام أبو حامد الغزالي. تطورت المدرسة في عدة مدن كمؤسسة وعملت على نشر الشريعة والعلوم السنية والرياضيات وعلم الفلك، وكان يحضر اجتماعات علماء الدين دائمًا. ومعلوم أنه كان إذا سمع صوت الأذان يتوقف عما يفعل ويقوم للصلاة، وإذا تهاون المؤذن في الأذان كان يحذره.
جاء الأتراك السلاجقة من آسيا الوسطى كقبائل بدوية وكانوا سُنَّة، ذوي طابع شافعي وحنفي، ووصلوا إلى الحُكم ولم يكن لديهم أي خبرة في إدارة الحُكم، فحَكَمَ نظام المُلك لمدة 30 عامًا، أعاد فيها تنظيم السلطنة وأعاد الإدارة المركزية وأنشأ جباية الضرائب وقام بخفض الضرائب.
شن نظام الملك صراعًا لا يكل ضد الإسماعيليين الفرس، الذين رأى فيهم بحق تهديدًا للدولة السلجوقية. وفي وقت مبكر من ثمانينات القرن العاشر، أمر بالقبض على الداعي الإسماعيلي حسن بن الصباح . أفلت حسن من الاعتقال ثم عزز موقفه بالاستيلاء على قلعة ألموت بالقرب من مدينة قزوين. وباعتبار نظام الملك عدوه الرئيسي، أرسل حسن بن صباح متطوعًا من أنصاره لاغتيال الوزير. اغتاله الحشاشون وهو في الطريق من أصفهان إلى بغداد، في 10 رمضان 485 هـ الموافقة لِسنة 14 أكتوبر 1092 م.

## نشأته وظهوره
وُلد نظام الملك في 10 أبريل 1018م الموافق 21 ذي القعدة 408 هـ في عصر الدولة الغزنوية، بقرية صغيرة اسمها رادكان بالقرب من مدينة طوس في منطقة خراسان بإيران الحالية لعائلة من الدّهاقين، تُوفيت أمه وهو رضيع، وكانت من عائلة آل حميد الدين الطوسي الذين كان أكثرهم وزراء. عُني به أبوه فتعلم العربية وحفظ القرآن الكريم وهو في سن الحادية عشر وألَمَّ بالفقه على مذهب الإمام الشافعي وسمع الحديث ودرس الآداب التي تتعلق بأمور الحكم.
في مطلع شبابه اتصل بخدمة علي بن شاذان والي مدينة بلخ وعمل كاتبا له وقصد داوود بن ميكائيل السلجوقي والد السلطان ألب أرسلان فظهر لداوود منه النصح والموهبة فسلمه إلى ولده ألب أرسلان وقال له: "اتخذه والدا ولا تخالفه فيما يشير به".

## توليه الوزارة
تولّى الوزارة للسلطان السلجوقي ألب أرسلان ثاني سلاطين الدولة السلجوقية واعتمد من أول يوم لوزارته سياسة تقريب الرجال الأكفاء الصالحين واشترك مع ألب أرسلان في معركته الشهيرة ملاذكرد ضد الروم وعلا قدره عند ألب أرسلان جداً وحاول السعاة والوشاة أن يغيروا قلبه تجاه نظام الملك ولكنه لم يسمع لهم وعند موته أوصى ولده ملكشاه أن يتخذ نظام الملك وزيراً من بعده وبالفعل صار نظام الملك لملكشاه وظل على كفاءته ومقدرته العالية في إدارة البلاد.
ظهرت قوة الوزير نظام الملك وتكرس نفوذه بعد وفاة ألب أرسلان، فوقف إلى جوار ابنه الأكبر ملكشاه، وكان الصراع حينها محتدما بين أفراد البيت السلجوقي، لكن ملكشاه كان أرجحهم كفة، وأقواهم نفوذا، فضلا عن مؤازرة الوزير نظام الملك وتأييده له، فتولى السلطنة، وأسند الوزارة إلى نظام الملك حتى تستقر الأوضاع ويعم الأمن أرجاء الدولة.

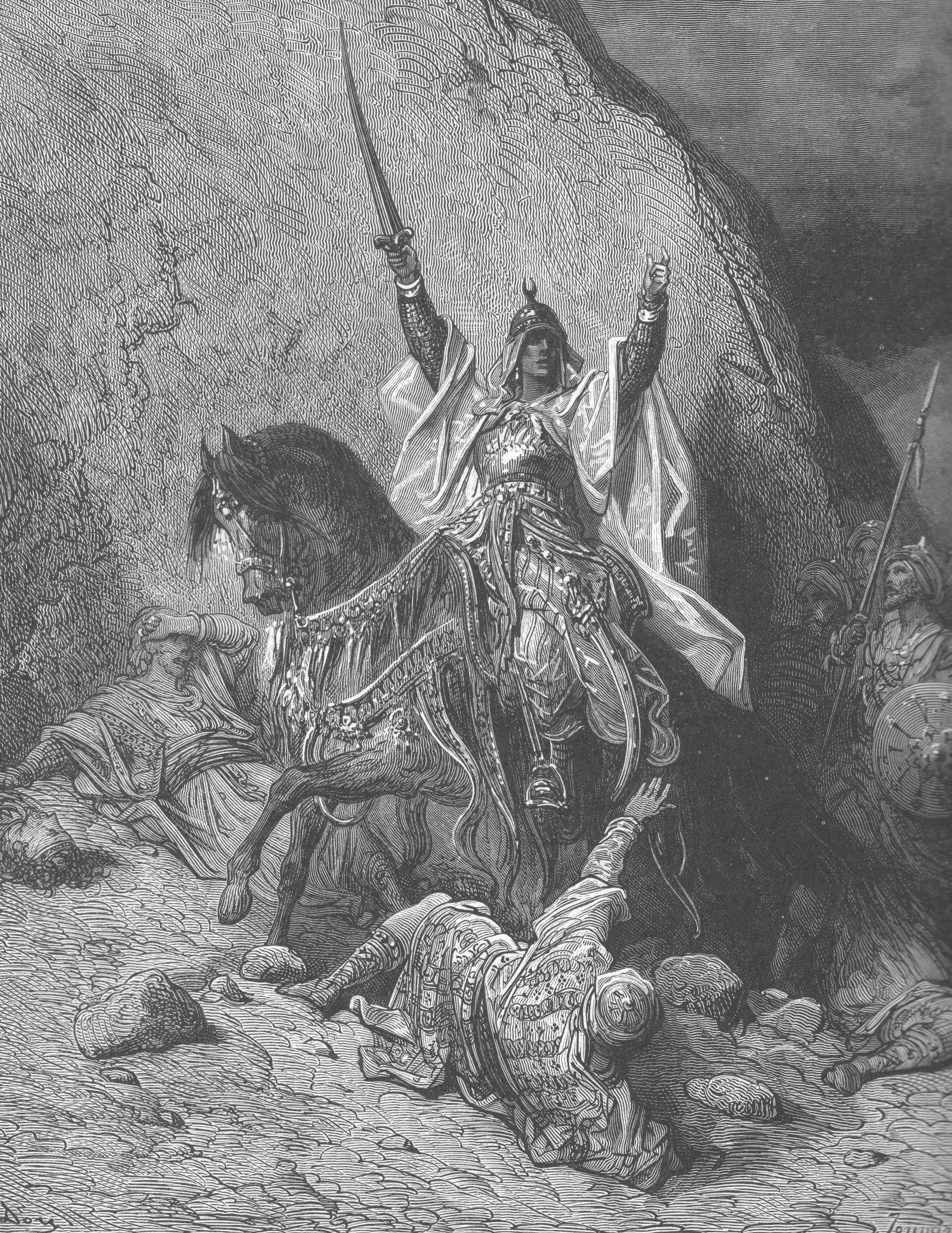
"صلاح الدين"، يتوج مسيرة الإصلاح والجهاد ضد الصليبين باستعادة القدس، بعد 88 عاماً من الإحتلال.

كان السلطان الجديد في سن العشرين عندما تولّى الحكم، في حين كان وزيره في الخامسة والخمسين، سياسيا محنكا، صهرته التجارب والأيام، وخبر الحكام والسلاطين، وهو ما جعل السلطان الجديد يجلّه ويحترمه، ويخاطبه بكل تبجيل ويناديه بالعم، ويلقي إليه بمقاليد الأمور، ويضع فيه ثقته، قائلاً له: «قد رددت الأمور كلها كبيرها وصغيرها إليك، فأنت الوالد».
أدت هذه العلاقة الوثيقة بين السلطان ووزيره إلى ازدهار الدولة وبلوغها ذروة المجد، حيث أصبحت أكبر قوة في العالم آنذاك.
وكان نظام الملك يهتم بالعلماء والزهاد والمدارس العلمية وينفق عليها الأموال الضخمة، فسعى خصومه بالوشاية إلى السلطان ملك شاه، وقالوا: “إن نظام الملك ينفق في كل سنة على الفقهاء والقراء ثلاثمائة ألف دينار، ولو صُرِف هذا المال على جيش لرفع رايته على أسوار القسطنطينية“. فطلب السلطان وزيره للاستجواب، فردّ عليه قائلاً: “… ثم إنك تنفق على الجيوش المحاربة أضعاف هذا المال مع أن أقواهم وأرساهم لا تبلغ رميته ميلاً، ولا يضرب سيفه إلا ما قرب منه، وأنا أقمت لك بهذا المال جيشًا يسمى جيش الليل، قام بالدعاء إذا نامت جيوشك، فمدّوا إلى الله أكفهم وأرسلوا دموعهم فتصل من دعائهم سهام على العرش، لا يحجبها شيء عن الله، فأنت وجيوشك في خفارتهم تعيشون وبدعائهم تثبتون وببركاتهم ترزقون“. فبكى السلطان وقال بالتركية: “شا باشي يا أبت شا باشي“، وترجمة ذلك بالعربية: “استكثر من هذا الجيش“.

## نظام الملك وبداية جيل صلاح الدين
يعد الوزير نظام الملك من أكثر الشخصيات تأثيراً أيام السلطان ألب أرسلان. ويذكر المؤرخون، أن نظام الملك أحد أهم الشخصيات في التاريخ الإسلامي. وقد صاحب السلطان في معظم حروبه وفتوحاته.
شجّع هذا الوزير الشخصيات الشهيرة في الآداب والعلوم في زمانه مثل الشاعر عمر الخيام وكان فلكياً نابغة. كما أنشأ المجامع العلمية في بغداد وأشهرها المدرسة النظامية عام 1067 م. من تلاميذ هذه المدرسة عماد الدين الأصفهاني وبهاء الدين شداد اللذان خدما السلطان صلاح الدين الأيوبي، السعدي الشاعر الفارسي مؤلف بستان السعدي، كما درس بها شيخ الشافعية أبو إسحاق الشيرازي وعبد الله بن تومرت مؤسس دولة الموحدين في أفريقيا، وأبو حامد الغزالي مؤلف كتاب «إحياء علوم الدين». وحاضر فيها عبد القادر الجيلاني المصلح المعروف ورائد عصر الإصلاح الديني الذي مهد لجيل صلاح الدين الأيوبي والسفير الشاعر علي بن أبي طالب البلخي.
ألّف نظام الملك كتاباً في فنون الحكم يعرف باسم «سياست نامه» (سير الملوك) تحدث فيه عن تنظيم الحكم وعن ضرورة قيام العدل، وتنظيم أمور الدولة والاستقطاع، وتنظيم الإدارة والجيش، وتاريخ العلاقة بين السلطة المركزية في عصر السلاجقة.

## المدارس النظامية
جاءت فكرة تأسيس هذه المدارس بسبب انتشار المذهب الشيعي في المشرق خصوصاً خراسان والعراق وغيرها من أقاليم تلك البلاد، وقد كان نظام المُلك مهتماً بنشر المذهب السني ومحاربة انتشار المذهب الشيعي، واعتقد أن غزو بلادهم وانتزاع فارس من قبضة البويهيين لم يَكن كافياً لذلك. ولذا فقد قرر نظام الملك البدأ بإنشاء سلسلة من المدارس التي تعلم الدين حسب تعاليم مذهب السنة، وبشكل أكثر خصوصاً المذهب الشافعي بسبب كون نظام نفسه شافعياً، فبدأ بتأسيس أولى هذه المدارس في مدينة بغداد عام 457 هـ، وانتهى بناؤها في شهر ذي القعدة عام 459 هـ وحضرها جمع عظيم من سكان بغداد عند افتتاحها، وقد كلف بالتدريس بها أبو إسحاق الشيرازي. وقد كانت مواقع إنشاء أولى المدارس النظامية هي: بغداد وبلخ ونيسابور وهراة وأصفهان والبصرة والموصل ومرو وطبرستان.
صرف نظام الملك مبالغ هائلة في المدارس، وحرص على أن توفر راحة كاملة للطلاب، فخصص سكناً للمدارس لكي يُقيم به طلابها، وأعطى كل واحد منهم أربعة أرطال من الخبز كل يوم لإعالته، وبنى في كل مدرسة مكتبة ضخمة تشبع اهتمامات الطلاب، وقيل إن تكاليف بعض هذه المدارس وصلت إلى 10 آلاف دينار، وعدد طلابها وصل إلى 300 طالب.[بحاجة لمصدر]، وفضلاً عن هذا فقد اهتم نظام الملك بأن يَزور بنفسه هذه المدارس دورياً وأن يَتأكد من أن أمورها تجري جيداً، فقد زار مثلاً في عام 480 هـ مدرسة بغداد واطلع على أحوالها ودرس بها قليلاً. كان يُشترط لتعيين مدرس في مدرسة نظامية أن يَكون شافعياً، وكانت هناك  عدة مناصب إدارية في هذه المدارس هي: المدرّس (من يُلقي الدروس) والنائب (من يَنوب عن المدرس في الإلقاء إذا لم يَستطع ذاك الحضور) والمعيد (طالب يُعيد الدرس للطلاب الآخرين ويُساعدهم على فهمه إن تطلب الأمر). وعندما كان يُنهي الطلاب تعلمهم في المدارس كانوا يُقدمون طلباً للحصول على «الإجازة»، وهي وثيقة تشبه الشهادة تثبت أنهم درسوا وتعلموا في هذه المدارس، والتي تتيح لهم لاحقاً الالتحاق بوظائف مثل القضاء ولإفتاء والتدريس وغيرها.

## نهاية نظام الملك

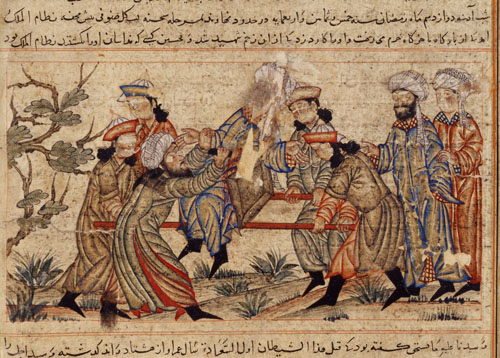
عمل فني يصف مقتل نظام الملك

كان نظام الملك بعدما كبر سنه يستعين بأبنائه وأقاربه في إدارة أقاليم الدولة، وكان لهؤلاء نفوذ كبير في الدولة؛ استمدادًا من نفوذ نظام الملك نفسه، وكان بعضهم يسيء استخدام السلطة ويستغل نفوذه في مآربه الخاصة، وهو ما أعطى الفرصة لحسّاد نظام الملك أن يفسدوا العلاقة بينه وبين السلطان ملكشاه، ونجحت مساعيهم في ذلك، حتى همّ السلطان بعزله.
وفي يوم العاشر من رمضان عام 485 هـ، خرج نظام الملك مع السلطان ملكشاه من أصبهان قاصدا بغداد، فاجتاز في بعض طريقه بقرية بالقرب من نهاوند، وحان وقت الإفطار فصلى نظام الْملك الْمَغرب فِي هَذِه اللَّيْلَة وَجلسَ على السماط وَعِنْده خلق كثير من الْفُقَهَاء والقراء والصوفية وَأَصْحَاب الْحَوَائِج، فَجعل يذكر شرف الْمَكَان الَّذِي نزلوه من أَرض نهاوند وأخبار الْوَقْعَة الَّتِي كَانَت بِهِ بَين الْفرس وَالْمُسْلِمين فِي زمَان أَمِير الْمُؤمنِينَ عمر بن الْخطاب رَضِي الله تَعَالَى عَنهُ، وَمن اسْتشْهد هُنَاكَ من الْأَعْيَان وَيَقُول: «هذا الموضع قُتل فيه خلق كثير من الصحابة زمن أمير المؤمنين عمر بن الخطاب رضي الله عنهم أجمعين فطوبى لمن كان معهم».

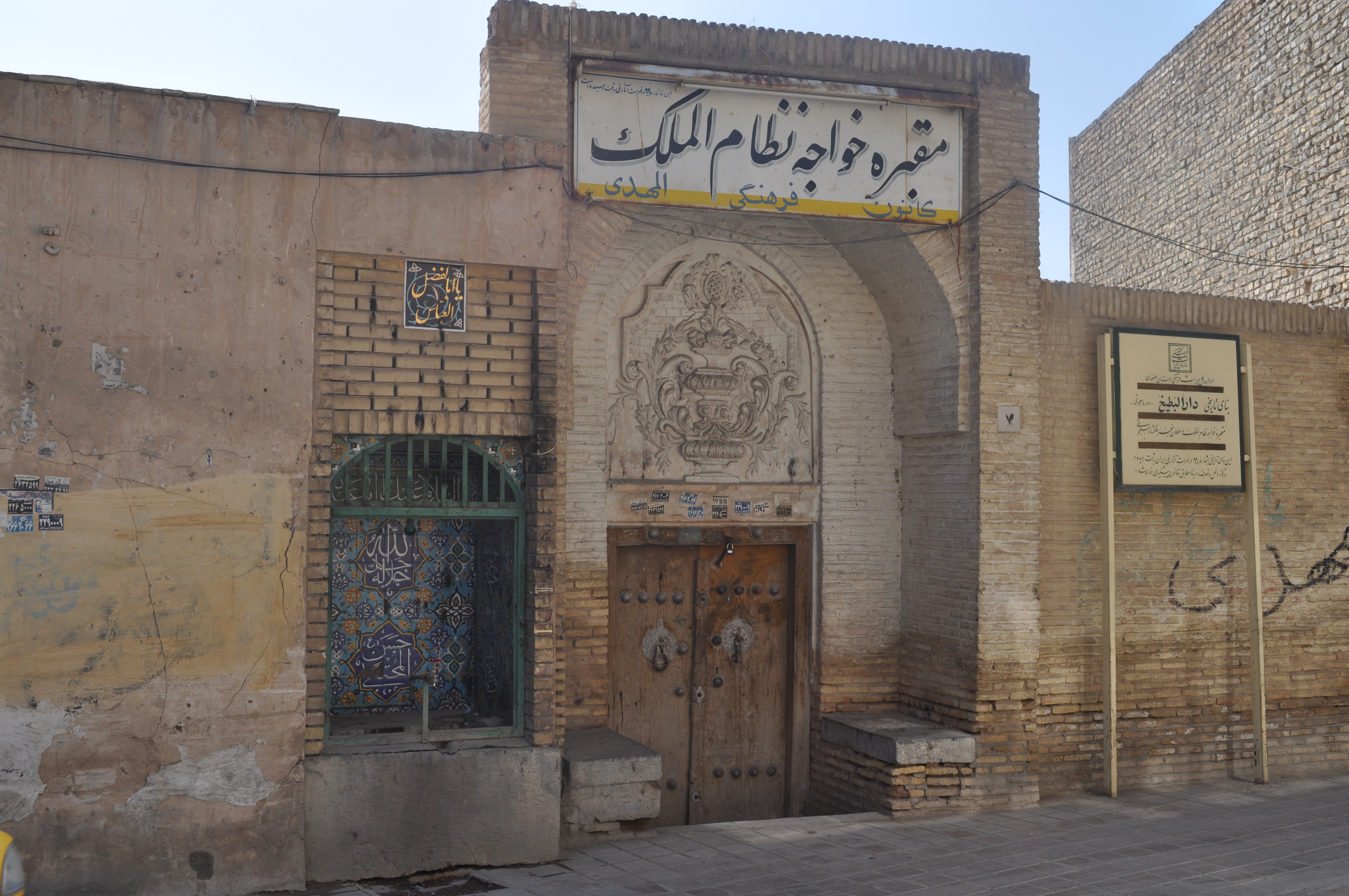
مقبرة نظام الملك

قُتل الوزير نظام الملك في أصبهان في (10 رمضان 485 هـ = 14 أكتوبر 1092) على يدِ أبي طاهر الأراني، والذي هو أحد أعضاء فرقة الإسماعيلية المعروفة بالحشاشين، حيث تقدم إليه وهو في ركب السلطان في صورة سائل أو زاهد، فلما اقترب منه أخرج سكينًا كان يخفيها وطعنه طعنات قاتلة، فسقط صريعاً.
ورغم الإمساك بقاتله إلا أنه قال، كما يروي بعض خدامه: «لا تقتلوا قاتلي فإني قد عفوت عنه وتشهد ومات». وخلفه في الوزارة أحد خصومه وهو تاج الدين الشيرازي.
وبعد وفاة نظام الملك بخمسة وثلاثين يوماً توفي السلطان ملك شاه، في (15 شوال 485هـ= 18 نوفمبر 1092م) فانطوت صفحة من أكثر صفحات التاريخ السلجوقي تألقًا وازدهارًا.
ولما بلغ أهل بغداد موت نظام الملك حزنوا عليه، وجلس الوزير والرؤساء للعزاء ثلاثة أيام ورثاه الشعراء بقصائد، منهم مقاتل بن عطية، الذي قال:

## مؤلفاته
من مؤلفاته: سياست نامه أو سِيَر الملوك ، الكتاب كتب بالفارسية ويذكر الدكتور حسين علي محفوظ أن نظام الملك أملاه بالعربية أيضا وإنه يمتلك مخطوطة النسخة العربية النفيسة ، وأفضل ترجمه له صدرت عن الفارسية هي للدكتور يوسف بكار والتي كتب لها الرواج .
تحدث فيه عن تنظيم الحكم وعن ضرورة قيام العدل، وتنظيم أمور الدولة والاستقطاع، وتنظيم الإدارة والجيش، وتاريخ العلاقة بين السلطة المركزية في خراسان والقرامطة والخرمية وغيرها من الحركات الباطنية.
وكل فصل من فصول هذا الكتاب الخمسين، يكشف بوضوح تام عن ناحية من أوضاع الحكم، وأجهزة الإدارة، والطبقات الاجتماعية، قواعد السلوك ومراسم ذلك العهد، وتقاليده وآدابه. الكتاب عبارة عن خلاصة تجاربه في الحكم والسياسة. إنه مذكرات سياسي ووزير عظيم أسس لما يسمى في وقتنا الحاضر بالحكم الراشد ابتعد فيها عن الخوض في الأمور المتعلقة بحياته الخاصة، وانصرف في الأكثر إلى تعليم السبل التي تدار بها الممالك والدول. والكتاب فوق ذلك غني بالآراء الحكيمة والنصائح السديدة والمنهج الرشيد في تسيير شؤون الدولة.
ويرى الوزير أن حكم الدول والممالك والحفاظ عليها لا يقوم إلا على العدل المطلق، وقد نبّه على هذه الناحية مرات بصور شتى: فهو يرى أن رضى الحق تعالى، وقوة سلطان ملكشاه، وصلاح الجيش والرعية منوطة كلها بالعدل والإحسان، ويعتقد بأن «الملك يبقى مع الكفر، ولا يبقى مع الظلم». ويقول لملكشاه في صراحة: «وفي الحقيقية إن سلطان العالم - خلَّد الله ملكه- يدرك أنه سيسأل في ذلك اليوم العظيم عن جواب هذه الخلائق التي تحت إمرته، وأنه لن يُسمع منه شيء إذا ما أحال إلى شخص آخر، فما دام الأمر كذلك، فعلى الملك ألاّ يعهد بهذه المهمة لأحد، وألا يغفل عن شؤون الخلق». ويرى أيضا في هذا الكتاب الذي سبق به المؤلفات السياسية الشهيرة التي جاءت بعده: «ليس ثمة ذنب أعظم من ذنوب الملوك عند الله تعالى، إن معرفة حق نعمة الله على الملوك إنما تكون في المحافظة على الرعية وإنصافها، وكفّ أيدي الظالمين عنها».
واللافت للانتباه هنا، أن نظام الملك، وهو الوزير ذو النفوذ الواسع، يكتب هذه النصائح ويوجهها إلى السلطان ملكشاه وهو يعمل تحت إمرته، فهو لا يكتب من فراغ أو يكتب لمجرد التأليف النظري المحض، ولكنه يكتب وهو يمارس الحكم إلى جانب صاحب الشأن الأول وولي الأمر الذي يدين له بالطاعة. وتلك ميزة هذا الكتاب، كما أنها ميزة فريدة لنظام الملك، وفي هذا الصدد يقول: «وعلى الملك ألا يقطع في أمور الدولة من غير أن يستشير المجربين وذوي الرأي في مملكته، فإن قوة رأيه، وإن كان مصيبا كقوة رجل واحد، فإذا استشار عشرة رجال من ذوي الخبرة كان رأيه كقوة عشرة رجال، وليس في الشورى ضعف أو عدم ثقة بالنفس، فإن المسلمين جميعا متفقون على ما كان للنبي عليه السلام من قوة الرأي وصدق الفراسة، وقد أتيح له أن يرى السماوات والأرض والجنة والنار واللوح والقلم والعرش والكرسي، وكان جبريل يتحدث إليه وقد أحاط خبرا بما كان وبما سيكون، ومع كل ذلك الفضل الذي أسبغه الله عليه ومع معجزاته التي ليست في طاقة البشر، فإن الله تعالى يقول له: }وشاورهم في الأمر{ ، فعلى الملك أن يشاور ذوي الرأي في مملكته، وأن يقارن رأيه بآرائهم ويقلبها معهم جميعا حتى يظهر الرأي الذي يجب أن يتبع، وعليه أن يعلم أن الاستئثار بالرأي ضعفٌ لا قوة، وأن من الغرور أن يعتد المرء برأيه ولا يسأل عن آراء الآخرين».
وقد كان سلاطين السلاجقة الأوائل شديدي التعلق بالإسلام ومن ثمة فهم في أشد الحاجة لفهمه ولذلك عمل نظام الملك على توجيه عنايتهم إلى العلم، واحترامهم للعلماء: فقد تكلم في كتابه عن السلطان وعن واجباته واختصاصه، وعن خزينة الدولة والمراسيم السلطانية، والحاشية السلطانية، والمائدة السلطانية، والاستقبالات السلطانية، والحرس السلطاني، وناظر الخاصة، والوزير والوزارة، والموظفين في الدولة، والسفراء بين الدول، والقضاة والقضاء، والمحتسبين للمراقبة، والولاة وأصحاب الإقطاعات، والتجنيد، والجيش وإعداده والألقاب وتحديدها.
هكذا يتصدر نظام الملك الطوسي قائمة الوزراء والحكام الراشدين الذين تفتخر بهم الحضارة الإسلامية.

## نسخة من سير الملوك
- رابط كتاب سير الملوك أو سياست نامه - نظام الملك الطوسيpdf.

## أعمال فنية ومؤسسية عن نظام الملك
- تصوير فيلم وثائقي باللغة الإنجليزية بعنوان «نظام الملك والغزالي» مدته 80 دقيقة، وذلك في عام 2007.[21]
- تصوير مسلسل سمرقند التلفزيوني يتضمن سيرة نظام الملك، بواقع 30 حلقة، و45 دقيقة لكل حلقة، تم عرضه في شهر رمضان 2016.[22]
- ظهرت شخصية نظام الملك في مسلسل نهضة السلاجقة العظمى Uyanis: Büyük Selcuklu وذلك في عام 2020
- قدم الفنان المصري فتحي عبد الوهاب شخصية نظام الملك في مسلسل الحشاشين في رمضان 2024 ، و ركزت الحلقات علي العلاقة بين حسن الصباح وعمر الخيام و نظام الملك ، حتي الانتهاء بمقتله علي يد اتباع المذهب الباطني ، ا

المسلسل من إنتاج المتحدة للإنتاج الفني و المنتج تامر مرسي كتابة عبد الرحيم كمال و إخراج بيتر ميمي

## روابط خارجية
- نظام الملك على موقع الموسوعة البريطانية (الإنجليزية)
- نظام الملك على موقع الموسوعة البريطانية (الإنجليزية)
- نظام الملك على موقع الموسوعة البريطانية (الإنجليزية)